# Esquimalt (British Columbia)
Esquimalt [ɪˈskwaɪmɔːlt] oder die City of Esquimalt ist ein Ort im Süden von Vancouver Island, einer zu British Columbia gehörenden Insel vor der Westküste Kanadas.  Östlich der Stadt liegt Victoria, südlich die Strait of Juan de Fuca. Im Westen liegt  Esquimalt Harbour im Nordwesten liegt ein Indianerreservat namens New Songhees 1A und die Stadt View Royal. Esquimalt ist Teil von Greater Victoria, einem Capital Regional District, der mehrere Orte umfasst.
Im Hafen, mit der Canadian Forces Base Esquimalt, liegt die Pazifikflotte der kanadischen Streitkräfte.
Das Wort Esquimalt ist die anglisierte Form des Küsten-Salish-Wortes „Ess-whoy-malth“, was wohl „Ort des seichten Wassers“ bedeutet. Mit Esquimalt wird auch die namengebende First Nation (Indianer) bezeichnet.

## Geschichte
Archäologische Grabungen bei der Craigflower Farm haben gezeigt, dass die Gegend bereits während der so genannten Locarno-Beach-Phase bewohnt war. Die ältesten menschlichen Spuren im Ort weisen also auf eine Besiedlung vor mehr als 4000 Jahren hin. Die dort ansässigen Indianergruppen wurden von den Vertretern der Hudson’s Bay Company als „Kosampsom“ bezeichnet, heute nennen sie sich selbst Esquimalt Nation. Die Songhees, die die Briten als „Songish“ bezeichneten, besitzen heute ein Reservat in Esquimalt, wohnten jedoch ursprünglich am Inner Harbour von Victoria. Von dort wurden sie 1911 umgesiedelt. Beide Gruppen sprechen Lekwungen. Um 1850 müssen sich Songhees und Esquimalt endgültig getrennt haben, sie gehen aber kulturell auf die frühesten Bewohner zurück.

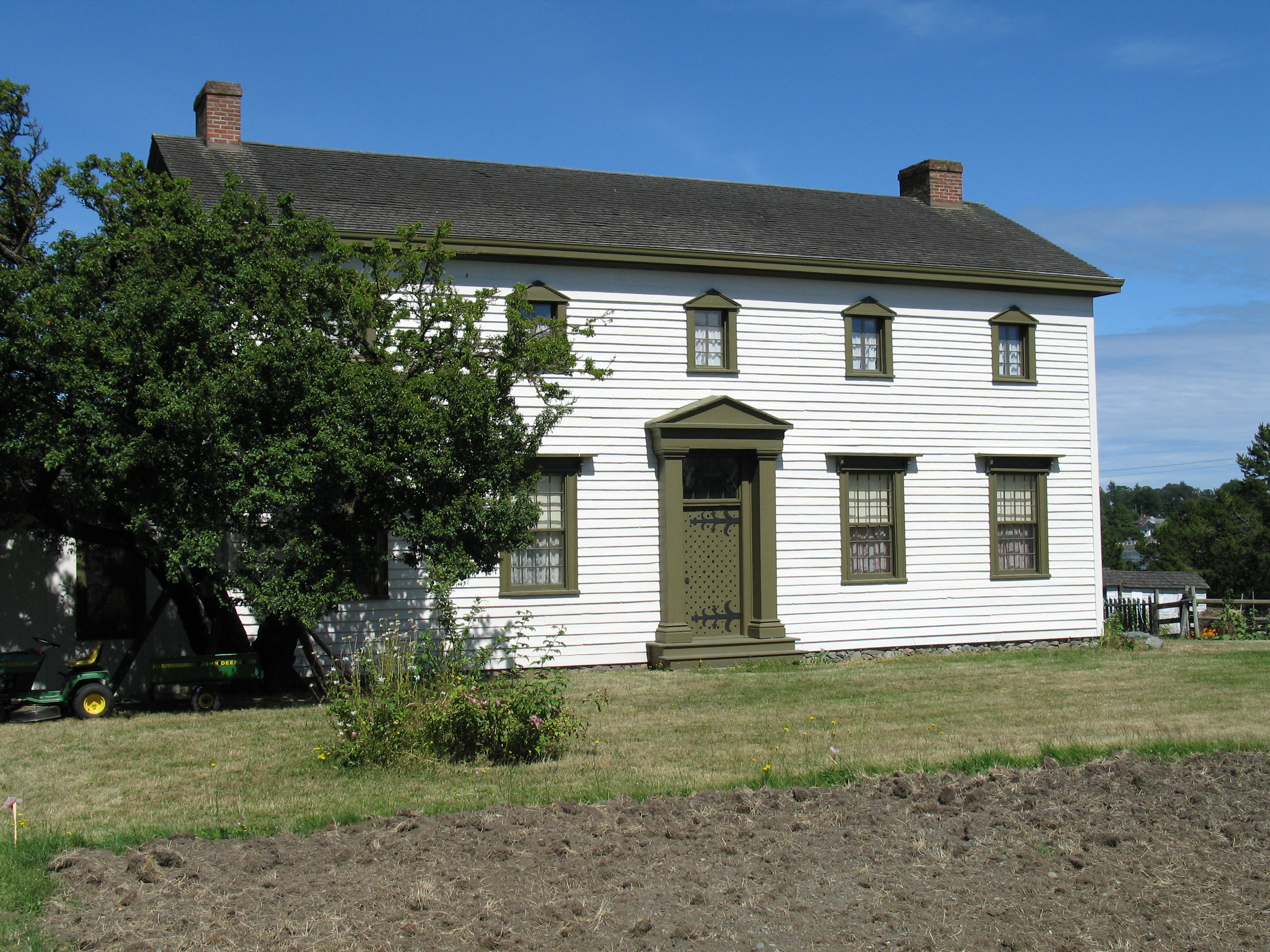
Herrenhaus (manor) der Craigflower Farm, seit 1964 National Historic Site of Canada

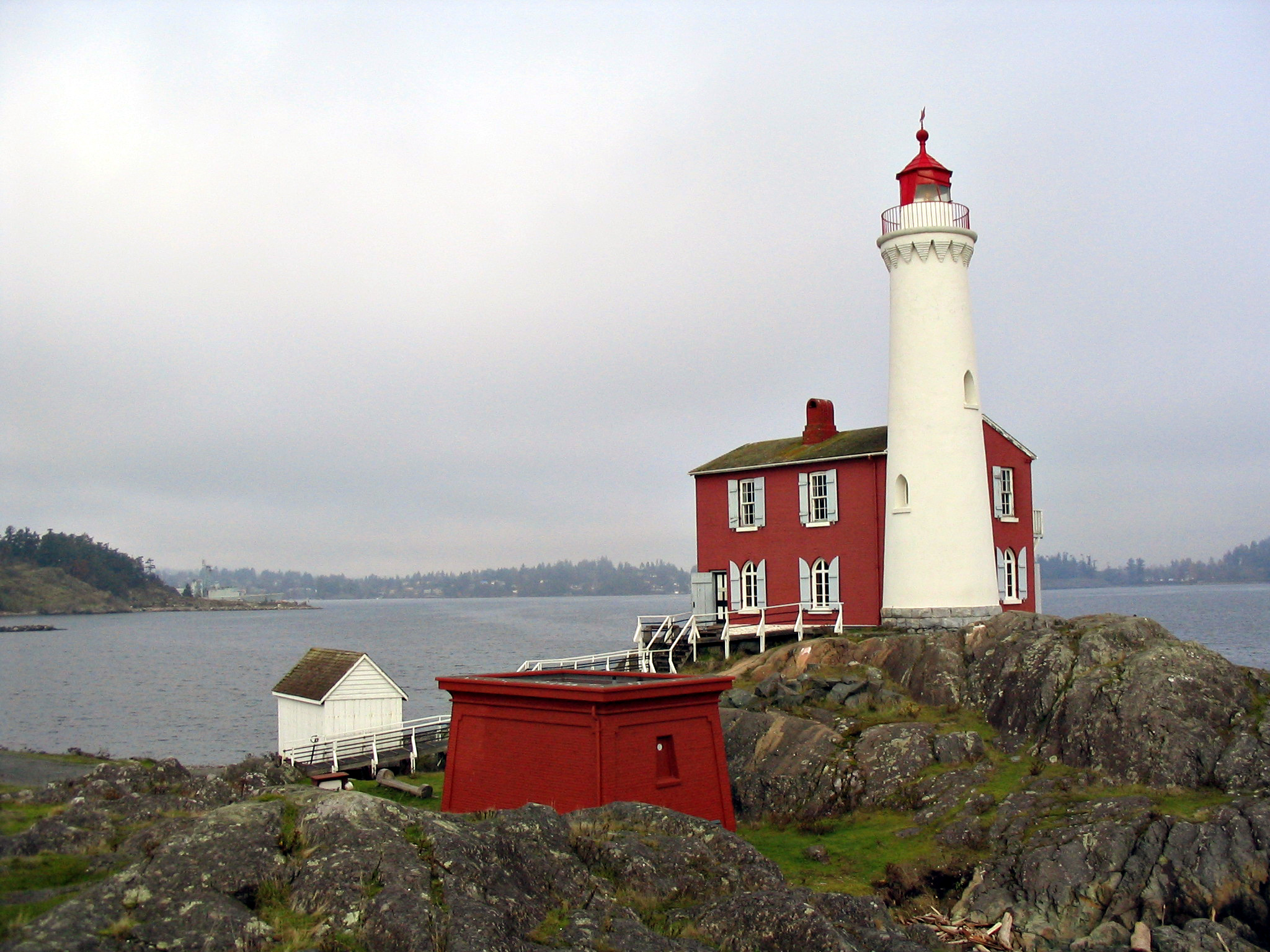
Fisgard-Leuchtturm auf einer Insel im Hafeneingang

Die ersten Europäer, wie der Spanier Manuel Quimper erreichten die Region  1790. Er kartographierte Esquimalt Harbour, den sein erster Maat als Puerto de Córdova nach dem 46. Vizekönig benannte, und hinterließ ein hölzernes Kreuz, um den spanischen Anspruch zu dokumentieren. Doch 1794 setzten die Briten der spanischen Präsenz ein Ende, und ab 1843 entstand Victoria. Esquimalt lehnte Gouverneur James Douglas als Ort für die zukünftige Hauptstadt ab, weil dort zu viele Bäume standen. Zu dieser Zeit lebten rund 1.600 Songhees in zwei Dörfern am Esquimalt Harbour und in der Cadboro Bay. Am 24. März 1850 erreichte John Sebastian Helmcken auf der Norman Morrison die Region, und er notierte, dort habe es nichts gegeben, „außer Land, Wasser, Kanus und Indianer“. Er wurde im Juli 1856 in die erste Gesetzgebende Versammlung der Kolonie Vancouver Island gewählt, um Esquimalt und den Victoria-Distrikt zu vertreten. Er setzte sich, nachdem er zeitweise für den Anschluss an die USA eingetreten war, für den Anschluss an das neu entstandene Kanada ein, doch lehnte Premierminister Alexander Mackenzie die von Helmcken bevorzugte Trasse über den Bute Inlet nach Esquimalt ab, die die Insel direkt an die kanadische Strecke angeschlossen hätte. Mackenzie setzte Vancouver als Endbahnhof durch.
Bereits ab 1850 wurden Farmen errichtet, wie die Viewfield-Farm, der bald weitere, wie die Constance Cove Farm und die Craigflower Farm folgten. 1852 wurde der erste Pfad von Seeleuten der Thetis nach Victoria gebaut (heute Old Esquimalt Road). 1854 entstand das Craigflower-Schulgebäude, das heute noch existiert und ein Museum beherbergt. Die Farmen waren jedoch wenig erfolgreich, und sie mussten Mitte der 1860er Jahre verkauft werden.

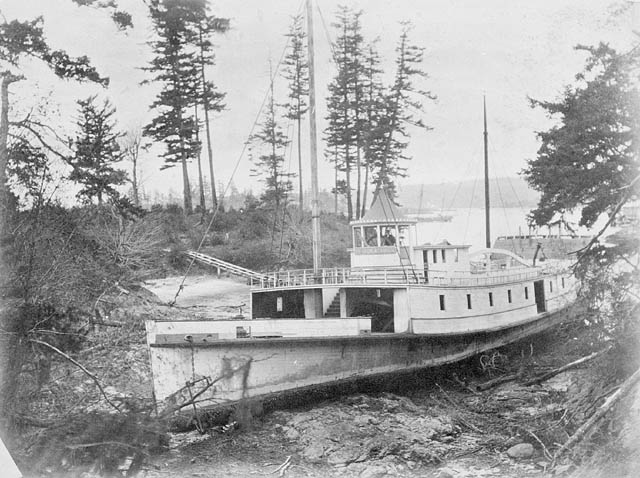
Das Dampfboot Lady Alexandra, nach 1874

1855 entstand ein Krankenhaus mit drei Gebäuden, das auch Opfer des Krimkriegs aufnahm. 1858 kam es zu einem massiven Zustrom von Goldsuchern, die auf dem Weg zum Fraser River nach Victoria kamen. Einige der Männer blieben in der Stadt und versorgten die Nachkommenden mit Ausrüstungsgegenständen und Lebensmitteln. Die Esquimalt wurden verdrängt, 1881 zählten sie nur noch 30 Mitglieder, die sich auf 8 Familien verteilten. Sie besitzen seither ein Reservat von 18,9 Hektar, das Esquimalt Indian Reserve, das ihnen 1850 von der Hudson’s Bay Company zugewiesen und von der Joint Reserve Commission bestätigt wurde. Es liegt am Esquimalt Harbour in der Plumper Bay. Dort lebten im März 2018 171 der 322 Stammesangehörigen.

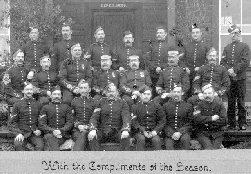
Angehörige der Royal Marine Artillery Esquimalt Garrison, 1897

1865 verlagerte die Britische Flotte ihren Hauptstützpunkt im Pazifik von Valparaiso in den Hafen von Esquimalt. Esquimalt wurde damit Heimathafen der Royal Navy Pazifik Schwadron. 1880 installierte die Victoria and Esquimalt Telephone Company eine Telefonleitung nach Victoria, 1887 erhielt der Ort eine Eisenbahnanbindung, die Esquimalt and Nanaimo Railway. Bei Work Point entstand im selben Jahr eine Militärbasis. 1910 zog die Royal Canadian Navy ein.
Am 1. September 1912 wurde Esquimalt zur Stadt erhoben, nach dem Ersten Weltkrieg wurde es für lange Zeit zu einem der bedeutendsten Schiffbauorte in Kanada.
Am 17. Juni 1913 brach Vilhjálmur Stefánsson von hier mit der Brigantine Karluk zu seiner Kanadischen Arktisexpedition 1913–1918 auf.

## Nachbarschaften (neighbourhoods)
- Craigflower
- Colville Road
- Gorge Vale
- Esquimalt Village
- Parklands
- Panhandle
- Rockheights
- Saxe Point
- West Bay
- Work Point

## Demographie
Der von Statistics Canada im Jahr 2016 durchgeführte Zensus ergab für die Gemeinde eine Bevölkerungszahl von 17.655 Einwohnern, nachdem der Zensus im Jahr 2011 für die Gemeinde noch eine Bevölkerungszahl von 16.209 Einwohnern ergab. Die Bevölkerung hat dabei im Vergleich zum letzten Zensus im Jahr 2011 um 8,9 % zugenommen und liegt damit über dem Provinzdurchschnitt mit einer Bevölkerungszunahme in British Columbia um 5,6 %. Im Zensuszeitraum 2006 bis 2011 hatte die Einwohnerzahl in der Gemeinde um 3,7 % abgenommen, während sie im Provinzdurchschnitt um 7,0 % zunahm.
Für den Zensus 2016 wurde für die Gemeinde ein Medianalter von 43,4 Jahren ermittelt. Das Medianalter der Provinz lag 2016 bei nur 43,0 Jahren. Das Durchschnittsalter lag bei 43,2 Jahren, bzw. bei 42,3 Jahren in der Provinz.
Zum Zensus 2011 wurde für die Gemeinde noch ein Medianalter von 43,5 Jahren ermittelt, während das Medianalter der Provinz bei 41,9 Jahren lag.